# 那珂川市立安徳小学校
那珂川市立安徳小学校（なかがわしりつ あんとくしょうがっこう）は、福岡県那珂川市松木にある公立小学校。

## 態様
那珂川市北部、那珂川と梶原川に挟まれた、松木街区の一角に所在する。

## 沿革
- 1975年（昭和50年） - 安徳北小学校が分離
- 2018年10月1日 - 市制施行に伴い那珂川町立安徳小学校から那珂川市立安徳小学校へ改称[1]。

## 交通
最寄の鉄道駅はJR博多南駅。

## 周辺
- 農村婦人の家

市の運営による社会福祉施設。わずか南西に存在。
- 天神社

北方に存在。
- 那珂川市立安徳北小学校

北西に所在。
- 那珂川市立那珂川中学校

西方に所在。